# Preboot Execution Environment
Preboot Execution Environment (PXE) – rozwiązanie w technice komputerowej, umożliwiające uruchomienie na komputerze systemu operacyjnego, mimo że nie jest on na nim zainstalowany. Komputer taki nie musi posiadać żadnych urządzeń mogących przechowywać system (takich jak dysk twardy, stacja dyskietek, napęd CDROM, dyski USB, czy inne).
PXE to tryb pracy, w którym komputer wyposażony w specjalną kartę sieciową łączy się z serwerem obsługującym protokoły Dynamic Host Configuration Protocol (DHCP) i Trivial File Transfer Protocol (TFTP), i z niego pobiera system operacyjny.

## Etapy działania
Działanie PXE składa się z kilku etapów:
- Po włączeniu komputera uruchamia się procedura startowa BIOS z pamięci karty sieciowej (zazwyczaj jest to pamięć typu Flash). Program ten próbuje znaleźć w lokalnej sieci serwer DHCP.

- Od serwera otrzymuje swój adres IP oraz nazwę pliku z programem, przechowywanego na serwerze.

- Otrzymawszy adres IP, PXE pobiera z serwera protokołem TFTP wskazany plik. Procedura startowa ma do dyspozycji bardzo mało pamięci, dlatego pobierany plik nie zawiera systemu operacyjnego, a jedynie krótki program rozruchowy (ang. bootstrap, boot loader).

- Po uruchomieniu program rozruchowy pobiera z serwera TFTP dalsze pliki z systemem operacyjnym, rozmieszcza je w pamięci komputera i przeprowadza właściwy start systemu operacyjnego.